# Lăstun peruvian
Lăstunul peruvian (Progne murphyi) este o specie de pasăre din familia Hirundinidae. Se găsește în Peru și în nordul îndepărtat al Chile.
Habitatele sale naturale sunt pădurile de câmpie umede subtropicale sau tropicale, pădurile montane umede subtropicale sau tropicale, pășunile uscate subtropicale sau tropicale, pășunile subtropicale sau tropicale de mare altitudine, pășunile și zonele urbane. Este o specie amenințată de pierderea habitatului.